# Angelo Infanti
Angelo Infanti (* 16. Februar 1939 in Zagarolo; † 12. Oktober 2010 in Tivoli) war ein italienischer Schauspieler.

## Leben
Infantis Karriere begann 1961 in leichten Musikfilmen und führte ihn über Genrefilme, die seine physische Präsenz nutzten, hin zu etlichen Soft-Erotikfilmen in den 1970er Jahren. Später war er auch als Partner von Bud Spencer und in etlichen Filmen Carlo Verdones zu sehen. Gelegentlich erhielt er auch Rollen in internationalen Produktionen wie in Francis Ford Coppolas Der Pate. Seine Filmografie umfasst über 100 Rollen.
1982 wurde Infanti mit dem David di Donatello für seine Interpretation in Borotalco ausgezeichnet.

## Filmografie
- 1961: Io bacio… tu baci
- 1964: Bianco, rosso, giallo, rosa
- 1964: Le belle famiglie
- 1965: Con rispetto parlando
- 1965: Cuatro dólares de venganza
- 1965: La ragazzola
- 1966: Ischia operazione amore
- 1967: Komm Gorilla, schlag zu (Tiffany memorandum)
- 1967: Rocco – der Einzelgänger von Alamo (Ballata per un pistolero)
- 1968: Amore o qualcosa di genere
- 1968: Gungala, la pantera nuda
- 1968: Silvia e l'amore
- 1969: Ein Hauch von Sinnlichkeit (The Appointment)
- 1969: Libido – das große Lexikon der Lust (Le 10 meraviglie dell'amore)
- 1970: Der Riß (La rupture)
- 1970: Der Mann mit der Torpedohaut (La peau de torpédo)
- 1970: Schatten der Angst (Fragment of Fear)
- 1971: Le Mans
- 1971: Bello onesto emigrato Australia sposerebbe compaesana illibata
- 1971: Io non vedo tu non parli lui non sente
- 1971: Le Juge
- 1971: Violentata sulla sabbia
- 1972: Eine merkwürdige Liebe (Questa specie d'amore)
- 1972: Der Pate (The Godfather)
- 1972: Die Valachi Papiere (The Valachi Papers)
- 1973: Bezahlt wird in MArseille (Les Hommes)
- 1973: Le guerriere dal seno nudo
- 1973: Sie nannten ihn Plattfuß (Piedone lo sbirro)
- 1974: Das Haus der Angst (La casa della paura)
- 1974: Ein Leben lang (Toute une vie)
- 1974: Macrò - Giuda uccide il venerdì
- 1975: Black Emanuelle (Emanuelle nera)
- 1975: Der Graf von Monte Christo (The Count of Monte-Cristo) (Fernsehfilm)
- 1976: Ab morgen sind wir reich und ehrlich
- 1976: Emanuelle Nera und ihre wilden Hengste (Emanuelle nera n°2)
- 1976: Hector, Ritter ohne Furcht und Tadel (Il soldato di ventura)
- 1976: Der Schwarze Korsar (Il corsaro nero)
- 1977: Highway Racer (Poliziotto sprint)
- 1978: Der Diamantencoup (Controrapina)
- 1979: Ammazzare il tempo
- 1979: Teenager-Liebe (John Travolto… da un insolito destino)
- 1980: Plattfuß am Nil (Piedone d’Egitto)
- 1980: Razza selvaggia
- 1981: Bianco rosso e Verdone
- 1982: Borotalco
- 1982: die gnadenlosen Sieben (La belva dalla calde pelle)
- 1982: In viaggio con papà
- 1982: Wild trieben es die alten Hunnen (Attila flagello di Dio)
- 1982: All'ombra della grande quercia (Fernsehfilm)
- 1983: Im Wendekreis des Kreuzes (The Scarlet and the Black) (Fernsehfilm)
- 1983: Der schwarze Hengst kehrt zurück (The Black Stallion Returns)
- 1984–1986: Allein gegen die Mafia (La piovra) (Fernsehserie)
- 1984: Ein Mann sieht klar (Vediamoci chiaro)
- 1985: Assisi Underground
- 1986: Mafia – Der Amerikaner (IL cugino americano) (Fernseh-Mehrteiler)
- 1986: Die Untersuchung (L'inchiesta)
- 1987: Romeo und Giuliana – Eine Sommerliebe in Italien (L'estate sta finendo)
- 1988: Uomo contro uomo (Fernseh-Mehrteiler)
- 1989: Jener Zug nach Budapest (Quel treno di Budapest) (Fernsehfilm)
- 1989: Der Gorilla und das Diamantenfieber (Le Gorille chez les Mandinguez) (Fernsehfilm)
- 1991: Liberate mio figlio (Fernsehfilm)
- 1991: Michelangelo – Genie und Leidenschaft (A Season of Giants)
- 1991: Money (Money (Intrigo in nove mosse))
- 1993: Die Eskorte (La scorta)
- 1994: Jenseits der Angst (Il prezzo della vita) (Fernsehfilm)
- 1996: Donna (Fernsehserie)
- 1997: Die Bibel – David (David)
- 1998: Liebe Deinen Feind (Ama il tuo nemico) (Fernsehfilm)
- 2000: Per amore per vendetta (Fernsehfilm)
- 2002: Das tödliche Wespennest (Nid de guêpes)
- 2002: Don Matteo (Fernsehserie, 1 Folge 3#3)
- 2005: Padre Speranza – Mit Gottes Segen (Padre Speranza) (Fernsehfilm)
- 2007: Il capitano 2 (Fernsehserie, 2 Folgen)
- 2009: Ex
- 2010: Briefe an Julia (Letters to Juliet)
- 2010: Prigionero di un segreto